# Renata Zachová
Renata Zachová (* 31. Mai 2000 in Budweis) ist eine tschechische Judoka. Sie wurde 2024 Europameisterin.

## Sportliche Karriere
Zachová gewann 2016 den tschechischen Meistertitel in der Gewichtsklasse bis 57 Kilogramm. Im Jahr darauf siegte sie in der Gewichtsklasse bis 63 Kilogramm. 2018 konnte sie diesen Erfolg wiederholen. Wenige Tage später wurde sie Siebte bei den Juniorenweltmeisterschaften in Nassau. Zwei Wochen nach den Juniorenweltmeisterschaften gewann Zachová die Silbermedaille bei den U23-Europameisterschaften. Im April 2019 wurde sie tschechische Meisterin in der Gewichtsklasse bis 70 Kilogramm. Zweieinhalb Monate später belegte sie bei der Universiade in Neapel den fünften Platz in der Gewichtsklasse bis 63 Kilogramm. Ebenfalls Fünfte wurde sie 2019 bei den Junioreneuropameisterschaften, bei den Juniorenweltmeisterschaften und bei den U23-Europameisterschaften. Zachová trat auch danach nur bei nationalen Meisterschaften in der Gewichtsklasse bis 70 Kilogramm an, für internationale Turniere schwitzte sie sich jeweils unter 63 Kilogramm. Im November 2020 siegte sie bei den Junioreneuropameisterschaften, wobei sie im Halbfinale die Niederländerin Joanne van Lieshout und im Finale die Kosovarin Laura Fazliu bezwang.
2022 bei den Europameisterschaften in Sofia unterlag Renata Zachová im Viertelfinale Laura Fazliu. Im Kampf um Bronze verlor sie gegen die Ungarin Szofi Özbas. Ein halbes Jahr später belegte Zachová den siebten Platz bei den Weltmeisterschaften in Taschkent. 2023 schied Zachová sowohl bei den Weltmeisterschaften in Doha als auch bei den Europameisterschaften in Montpellier in ihrem Auftaktkampf aus. Im April 2024 fanden die Europameisterschaften in Zagreb statt. Zachová besiegte im Viertelfinale die Italienerin Savita Russo und im Halbfinale die Slowenin Andreja Leški, Russo und Leški gewannen danach die Bronzemedaillen. Im Finale traf Zachová auf Joanne van Lieshout und gewann den Europameistertitel. Bei den Olympischen Spielen 2024 in Paris schied Zachová in ihrem Auftaktkampf gegen die Ungarin Özbas aus.